# Taubenturm Krosigk

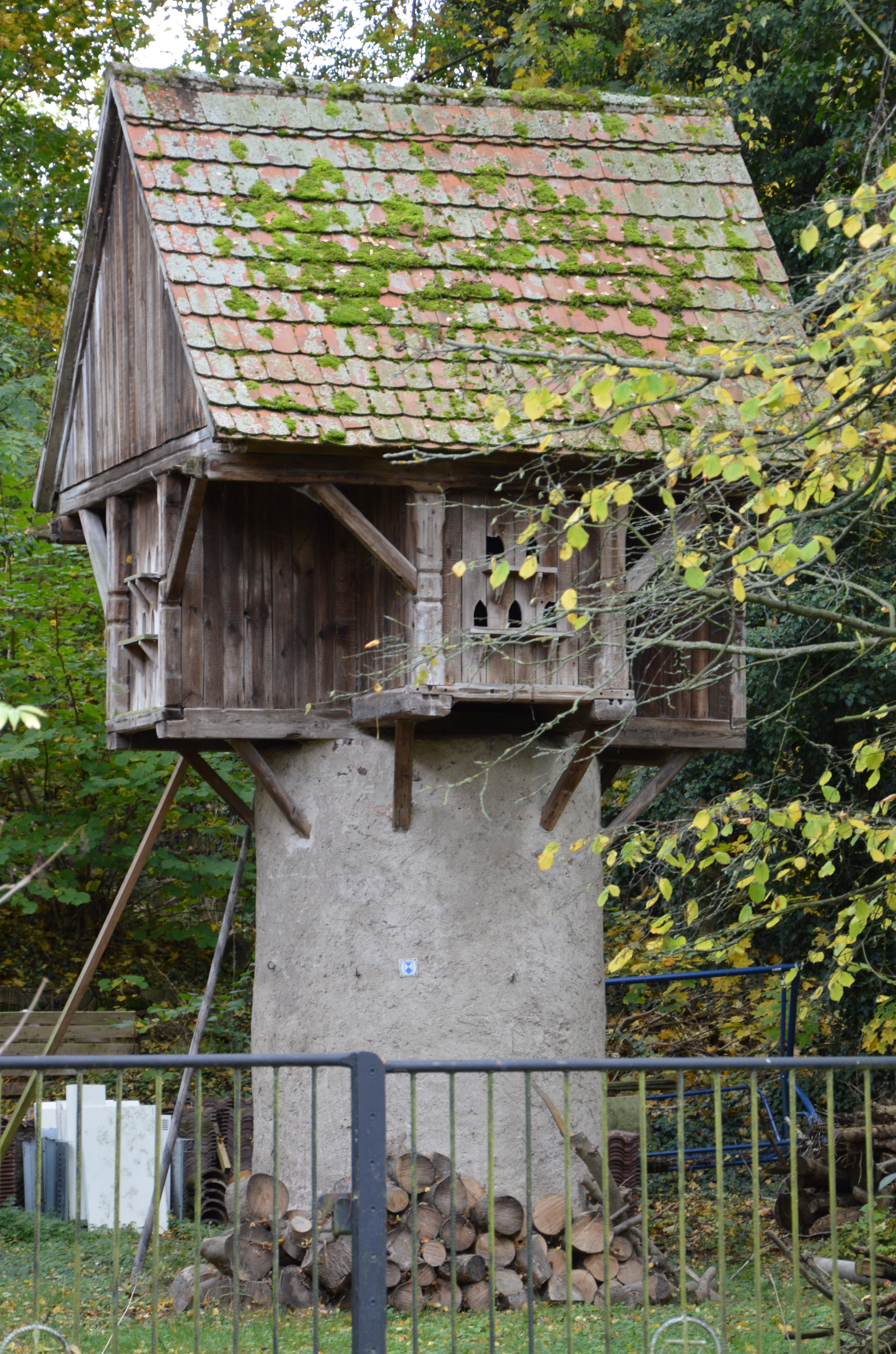
Taubenturm in Krosigk

Der Taubenturm Krosigk ist ein denkmalgeschützter Taubenturm im zur Gemeinde Petersberg gehörenden Dorf Krosigk in Sachsen-Anhalt.
Der Taubenturm steht auf dem Pfarrhof Krosigk an der Adresse Am Ziemer 1, am Fuße des Kirchberges. Der aus Bruchsteinen errichtete Turm entstand im Jahr 1729 und ist mit einem hölzernen Aufsatz versehen.
Im örtlichen Denkmalverzeichnis ist der Taubenturm unter der Erfassungsnummer 094 55521 als Baudenkmal verzeichnet.